# أسير البرتغاليين
أسير البرتغاليين، رواية عربية للروائي المغربي محسن الوكيلي. صدرت لأوّل مرة عن دار ميم في عام 2021، ودخلت في القائمة القصيرة للجائزة العالمية للرواية العربية لعام 2022، المعروفة باسم «جائزة بوكر العربية».
وقد كشف الوكيلي أن ثمة تحديات قد واجهته أثناء كتابته لهذه الرواية، والتي تمثل بعضها في ايجاد مراجع تاريخية غير المراجع التقليدية المعروفة، مراجع أخرى تقدم آراء مختلفة بغية اكتمال المشهد، مما دفعه لقراءة الكثير من كتب التاريخ، تحدي آخر واجه الكاتب والمتمثل في أن كافة المراجع تتحدث عن السلاطين والمعارك والانتصارات والهزائم والأنساب، بينما تغيب أخبار البسطاء وطريقة عيش الإنسان العادي، كانت مغيبة لأن الإخباريين كانوا مشغولين بالوقائع الكبرى والملاحم. والرواية في جزء معتبر منها تتحدث بلسان المغيب لتقول أن الإنسان البسيطن يساهم باقتدار في صنع التاريخ.
ويشير الوكيلي إلى أن فكرة روايته “أسير البرتغاليين”، التي نافست على الجائزة العالمية للرواية العربية (البوكر)، جاءت خلال زيارته رفقة زوجته لمدينة الصويرة المغربية التاريخية القديمة كانت تقبع تحت الاحتلال البرتغالي، أو ما كان يعرف بـ”المغرب البرتغالي”، حيث لاحظ الطابع المعماري البرتغالي الطاغي فيها الممتزج بالطقوس المغربية الشعبية، ما أسس وأثث لفضاء أوحى له بشخصية “الناجي”، الشخصية المحورية في الرواية. وأضاف في حديث لـ”أيام الثقافة”: كانت الشرارة الأولى مع حكّاء كان في ساحة المدينة، قبل أن أعود إلى مدينة أغادير، التي أعمل بها، وكانت هي الأخرى في القرن السادس عشر معقلاً آخر من معاقل البرتغاليين في السواحل المغربية. اجتمعت هذه التفاصيل والحيثيّات لتولد الرواية، وظلّت صورة الحكّاء البدوي تراودني، وتلحّ عليّ، إلى أن جاءت السطور الأولى.

## الرواية
"أسير البرتغاليين" حكاية رجل بسيط يخرج إلى القرى بحثًا عن لقمة عيش ليجد نفسه أسيرًا في أحد حصون البرتغاليين على الساحل الأفريقي، مخلفًا وراءه زوجته وأطفاله الثلاثة في فاس. يقايض الأسير سجانه بسرد الحكايات، بعد أن هدده السجان بالإعدام إذا لم يفلح في صياغة الحكاية التي تروقه، فتسير الرواية على خطين سردين يتكاملان لصنع حبكة تربط بين ما يحكيه الأسير في حضرة السجان وما يرويه السارد لتكتمل معالم الرواية. وفي أحاديث متواترة وشيقة، وبمخيال يجترح عوالم لا تحدها حدود، تلقي الرواية الضوء على فترة حساسة من تاريخ العرب عامة، والمغرب خاصة، زمن صراع السعديين والمرينيين والاحتلال البرتغالي في القرن السادس عشر. والصراع المرير الذي حدث بين المغرب والعثمانيين، والذي أفضى إلى بقاء هذه البلاد خارج سيطرة الأتراك، وتختبر الرواية، من جهة أخرى، مشاعر الترقب والخوف، الحب والكراهية والرغبة في الانتقام في زمن الوباء، حيث ينهار النظام الذي يكون البشر قد ثبته أزمنة وتنهض قوانين أخرى.
يقول الوكيلي عن روايته "أسير البرتغاليين" أنها مغامرة سردية تسخر الأدب والتاريخ لأجل فهم أدق للحاضر.
تحيل بداية السرد في الرواية إلى ما يسمى بنظرية الصدمة، فقد قرر الكاتب أن يبدأ رحلته السردية بصوت الأسير المغربي لدى جيش البرتغاليين في الحصن، والذي استعاد ماضيه كاشفًا عن كونه الناجي الوحيد من بين سبعة أطفال، ذبحهم الأب في قبو البيت، لعجزه عن إطعامهم، في زمن القحط والوباء، بعد أن ماتت زوجته من الجوع.

## الشخصيات الفاعلة في الرواية[8]
- الناجي عواد- وهو يعد الشخصية الفاعلة في رسم وتغيير وجهة المسار السردي وتنويعه، والناجي هو "حماد أكناو" من بلاد فاس، وهو الناجي الوحيد من شفرة سكين والده، حين أقدم بدم بارد على ذبح أبنائه الستة، ودفنهم في قبو المنزل، بسبب الجوع والمرض أيام وباء الطاعون الذي أصاب فاس. ويلقب الناجي أيضًا بـــ "الناجي عواد" وهو لقب أطلقه عليه الشيخ عواد بعدما عثر عليه مرميًا في الطريق بعد نجاته من حادثة الذبح، ليأخذه إلى بيته.
- القائد بيدرو- وهو ضابط برتغالي مهوس بالدم، ارتبط مصير الناجي بمصيره، يتلذذ كل يوم بإجازة عدد من الأسرى المغاربة إلى كتيبة الإعدام، وقد وصل هوسه إلى تقديم قلوب الأسرى بعد قتلهم طعامًا لقطته التي لا تختلف عنه في هوسها بحب الدم. وهذا الضابط المهوس هو نفسه الذي كان يشرف على عملية تأمين طريق التوابل والذهب والعبيد نحو بلاد البرتغال.
- إبراهيم: والد الناجي- هو والد الناجي، وهو شخصية مركبة، تجمع بين المتناقضات، يعود أصله إلى قبيلة تلظى، وإبراهيم هو الذي ذبح أولاده جميعًا، إلا الناجي بعد وفاة زوجته نعيمة متأثرة بوباء الطاعون، وهو نفسه الذي ذبح قبل ذلك قطته من أجل إطعام هؤلاء الأولاد. هي شخصيّة جمعت بين القلب الطيب الذي بسببه آثر غيره على نفسه وأولاده، وبين رجل يذبح أولاده دون رحمة.
- غيثة "الزوجة الوفية"- زوجة الناجي التي تركها خلفه مع أولاده الثلاثة، حيث تبقى وفية له، تنتظره بحرقة، وتقوم بارسال أخاه بشير للعودة بالناجي من الأسر، كما تلجأ إلى زوج جارتها "أم الغيث" وهو تاجر كبير يسمى العياط في محاولة للعودة بزوجها.

## الاثر التاريخي
ويستدعي محسن الوكيلي المخزون التاريخي محاولا الإمساك بلحظة تاريخيّة ترتبط بأيام التواجد البرتغالي في السواحل المغربية، الذي امتد من القرن 15 إلى القرن 18، وتختار الرواية لحظة وجود البرتغاليين في مدينة أسفي إحدى المدن الساحليّة المغربية، التي رزحت تحت نير الاحتلال حوالي 33 سنة ممتدة من 1508 إلى 1541م .
وتستحضر الرواية "حاضرة فاس" مع نهايات الحكم المريني الذي كان يواجه مقاومة ورفضا من قبل الأشراف الذين سعوا جاهدين إلى القضاء عليه بقيادة محمد الشيخ السعديّ. لا سيما وقد سيطر السعديون على مراكش وبسطوا حكمهم على أغلب مناطق المغرب. في ضوء هذا المجال الزمكاني تتحرك أبرز أحداث رواية محسن الوكيلي.
تأتي الرواية على ذكر نماذج لشخصيات تاريخيّة، نذكر منها مثلا الفقيه المالكي الشيخ "عبد الواحد الونشريسي" الذي عاش في حاضرة فاس في القرن ، وهو الذي رفض أن يخون حاكمها أحمد المريني ويخلع عنه البيعة، فتم قتله أثناء إلقاء دروسه على طلبة العلم. وهي حادثة تذكرها معظم كتب التاريخ.
غير إن محسن الوكيلي قد أعاد في أسير البرتغاليين تشكيل هذه المعلومات التاريخية في ضوء المتخيل الروائي، من خلال ممارسة عملية الحبك التاريخي، الذي يجمع فيه بين المعلومة التاريخية والتمثيل السردي. ليتم كل ذلك ضمن أسلوب لغوي ممتع، وبرنامج سردي مركب يتجاوز الخطية الزمنية في تشكيل وبناء الأحداث.
يتفاعل التاريخي والسردي ويتبادلان المواقع، ليتغلب السرد في نهاية المطاف على التاريخ وسبب ذلك هو قدرة الروائي على استدعاء التاريخ، ثم إتقانه لعملية التمثيل، وذلك بإعادة منح هذه الوقائع التاريخية روحا جديدة تتماشى والمشروع السردي الخاص بالرواية، مما يجعل القارئ لا يكتشف جليّا حدود الفرق بين الواقعة التاريخية والتمثيل السردي لها.
وقد استطاع محسن الوكيلي أن يخلق "مادة تاريخية" تم تشكيلها عن طريق ممارسة عملية السرد، لتفارق هذه المادة التاريخية المشكلة  مرجعها "الحقيقي" في كثير من التفاصيل.  فمثلا ما وقع لأحمد السبتّي أحد شخصيات الرواية وهو تلميذ عبد الحق الونشريسي الذي قتل محمد الشيخ السعدي بمساعدة الأتراك الإنكشاريين، هو عبارة عن حكاية جزئية لحكاية أكبر تمثل الصراع الذي كان سائدا بين السعديين والعثمانيين.

## السمات الادبية و الفنية
تصنّف رواية أسير البرتغاليين ضمن أدب الرواية التاريخية التخييلية، حيث تمزج بين الوقائع التاريخية المحققة والسرد التخيّلي الحر، لتنتج سردية معاصرة تستلهم من الماضي المغربي زمن الاحتلال البرتغالي، دون أن تنغلق في حدود التوثيق أو التسجيل التاريخي. تعتمد الرواية على معالجة تخييلية مفعمة بالرمزية والمجاز، حيث يتداخل السرد الروائي مع التقاليد الشفوية والمرجعيات الشعبية والأسطورية.
من الناحية الأسلوبية، توظّف الرواية سردًا مزدوجًا يقوم على التناوب بين صوتين رئيسيين: الراوي الداخلي، وهو السجين الذي يروي حكاياته تحت التهديد بالإعدام، والراوي الخارجي الذي يتولى رسم الإطار التاريخي والاجتماعي العام، موفّرًا مسافة تأملية ووعيًا سرديًا متقدّمًا. هذا التعدد الصوتي يمنح النص بنية طباقية، تسمح بتقاطع الحكي الذاتي مع السرد العليم، وتُثري البنية الفنية للعمل، وتكسبه عمقًا تأويليًا متعدد الطبقات.
تتميّز الرواية أيضًا ببنية دائرية تقوم على تقنية الحكاية داخل الحكاية، وهي تقنية سردية كلاسيكية مستوحاة من التراث العربي والشرقي، على غرار ألف ليلة وليلة، حيث تصبح الحكاية وسيلة للنجاة والبقاء. في هذا السياق، تُقدَّم الحكاية كفعل وجودي، تُمارس في وجه الموت والقمع، وتتحول إلى أداة مقاومة رمزية في وجه سلطة السجّان.
ومن أبرز السمات الفنية التي تتسم بها الرواية أيضًا:
- التناوب بين ضمير المتكلم وضمير الغائب، مما يعكس تمزّق الذات الساردة بين واقع الأسر وعوالم التخيل.
- توظيف تقنيات الحكي الشفهي مثل التكرار الإيقاعي، والأمثال الشعبية، والعبارات الافتتاحية التقليدية (من قبيل: "حُكيَ أن...")، ما يمنح النصّ طابعًا سرديًا شفويًا عتيقًا يُحاكي الجلسات الحكواتية في المقاهي والأسواق.
- استحضار التراث الشعبي والأسطوري المغربي، من خلال تضمين قصص تتناول الفرسان، الساحرات، الحيوانات المتكلمة، والمعجزات، وكلها عناصر تعكس المزج بين الواقع والخيال الشعبي.
- الإيحاء والاستعارة الرمزية، حيث تتجاوز الشخصيات والأحداث معناها المباشر لتعبّر عن قضايا إنسانية أوسع، مثل القهر، التهميش، المقاومة، وسلطة الكلمة.